# 太空竞赛年表

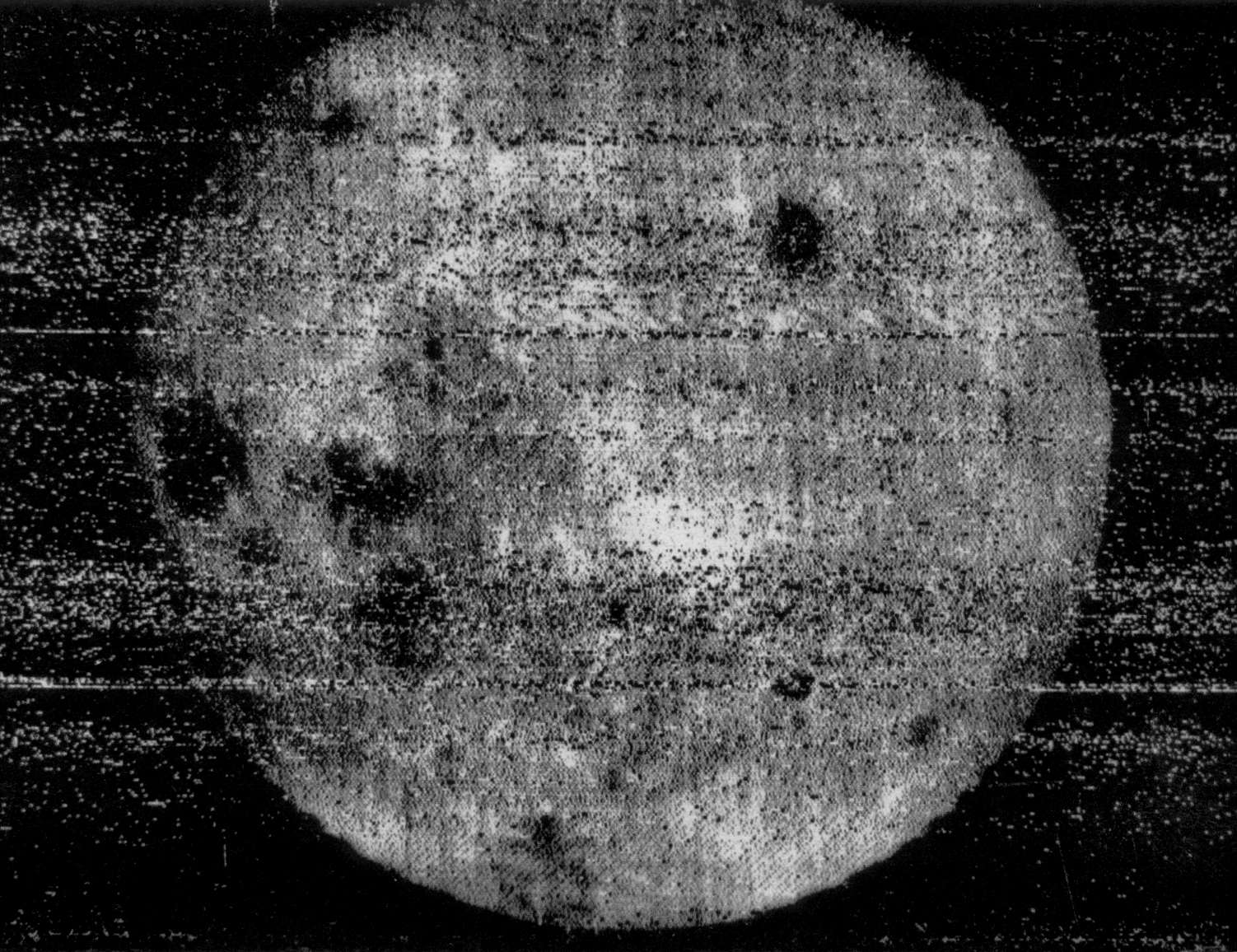
从太空（月球背面的月球3号）传来的第一张另一个世界的照片

这是从第一个洲際彈道飛彈到阿波罗-联盟测试计划的太空競賽时期的航天首次成就年表。

## 时间轴（1957-1975）
| 日期           | 成就 | 国家                                     | 任务名                         |
| -------------- | --- | ---------------------------------------- | ------------------------------ |
| 1957年8月21日  | 洲際彈道飛彈 | 苏联                                     | R-7弹道导弹                    |
| 1957年10月4日  | 製造首颗人造星球 | 苏联                                     | 史普尼克1號                    |
| 1957年11月3日  | 首次动物进入轨道（萊卡犬） | 苏联                                     | 史普尼克2號                    |
| 1958年1月31日  | 发现范艾伦辐射带 | 美国陆军弹道导弹局                       | 探险者1号                      |
| 1958年3月17日  | 首颗太阳能卫星 | 美国海军研究實驗室                       | 先锋1号                        |
| 1958年12月18日 | 首颗通信卫星 | 美国陆军弹道导弹局                       | 斯科尔1号                      |
| 1959年1月2日   | 首颗月球探测/人造行星；首次达到第二宇宙速度；观测到太阳风                                                                                               | 苏联                                     | 月球1号                        |
| 1959年1月4日   | 人造物体首次进入日心轨道 | 苏联                                     | 月球1号                        |
| 1959年2月17日  | 气象卫星 | 美国国家航空航天局（美國海軍研究實驗室） | 先锋2号                        |
| 1959年2月28日  | 第一颗进入极轨道的人造卫星 | 美国DARPA（USA-DARPA）                   | 发现一号                       |
| 1959年8月7日   | 拍攝地球的太空照片 | 美国国家航空暨太空總署（USA-NASA）       | 探险者6号                      |
| 1959年9月13日  | 月球探测，并在月球硬着陆 | 苏联                                     | 月球2号                        |
| 1959年10月4日  | 月球背面的照片 | 苏联                                     | 月球3号                        |
| 1960年4月1日   | 第一颗成像气象卫星 | 美国国家航空暨太空總署（USA-NASA）       | TIROS-1                        |
| 1960年7月5日   | 首颗侦察卫星 | 美国海軍研究實驗室                       | GRAB-1                         |
| 1960年8月12日  | 首颗被动式通讯卫星 | 美国国家航空暨太空總署                   | 回声1A                         |
| 1960年8月18日  | 首颗摄影侦察卫星 | 美国空军                                 | KH-1 9009                      |
| 1960年8月19日  | 首次动植物进入太空并安全返回地球 | 苏联                                     | 人造卫星5号                    |
| 1961年2月12日  | 首次金星探测器 | 苏联                                     | 金星1號                        |
| 1961年3月7日   | 首次轨道太阳观测 | 美国国家航空宇航局（USA-NASA）           | OSO-1                          |
| 1961年4月12日  | 第一位太空人：尤里·加加林；第一次载人轨道飞行 | 苏联                                     | 东方1号                        |
| 1961年5月5日   | 首次由飞行员控制的太空飞行：艾伦·谢泼德；第一次在飞行员仍在航天器内的情况下着陆的人类太空任务，因此是当时国际航空联合会定义的第一次完整的人类太空飞行。 | 美国国家航空宇航局（USA-NASA）           | 自由7号                        |
| 1962年4月26日  | 第一艘撞击月球远侧的航天器 | 美国国家航空宇航局（USA-NASA             | 徘徊者4号                      |
| 1962年8月12日  | 首次多过一艘宇宙飞船同时停泊在环绕轨道上（2艘） | 苏联                                     | 东方3号/东方4号                |
| 1962年12月14日 | 首次飞越行星（距金星800,000公里） | 美国国家航空宇航局（USA-NASA）           | 水手2號                        |
| 1963年6月16日  | 第一位女太空人：瓦伦京娜·捷列什科娃 | 苏联                                     | 东方6号                        |
| 1963年7月19日  | 首次航天飞机亞軌道飛行 | 美国国家航空宇航局（USA-NASA）           | X-15試驗機                     |
| 1963年7月26日  | 首颗地球同步卫星 | 美国国家航空宇航局（USA-NASA）           | Syncom2                        |
| 1963年12月5日  | 首个卫星导航系统 | 美国海军                                 | NAVSAT                         |
| 1964年8月19日  | 首颗地球靜止軌道卫星 | 美国国家航空宇航局（USA-NASA）           | Syncom3                        |
| 1964年10月12日 | 首次多成员升空（3人） | 苏联                                     | 上升1号                        |
| 1965年3月18日  | 首次舱外活动 | 苏联                                     | 上升2号                        |
| 1965年7月14日  | 首次飞越火星（距火星9,846公里） | 美国国家航空宇航局（USA-NASA）           | 水手4号                        |
| 1965年12月15日 | 美国首次载人航天器之间轨道太空对接2尝试（相伴而行，未对接）                                                                                             | 美国国家航空宇航局（USA-NASA）           | 双子星座6A号/双子星座7号       |
| 1966年2月3日   | 首次月球软着陆；首次月球拍摄 | 苏联                                     | 月球9号                        |
| 1966年3月1日   | 首次金星探测及硬着陆 | 苏联                                     | 金星3号                        |
| 1966年3月16日  | 首次轨道會合 | 美国国家航空宇航局（USA-NASA）           | 双子座8号/Agena target vehicle |
| 1966年4月3日   | 首次人造卫星绕月飞行 | 苏联                                     | 月球10号                       |
| 1967年4月24日  | 首次太空人返回失败（宇航员科马洛夫在事故中牺牲） | 苏联                                     | 联盟1号                        |
| 1967年10月30日 | 首次无人状态下太空回合尝试 | 苏联                                     | Cosmos 186 and Cosmos 188      |
| 1968年12月21日 | 首次人类绕月飞行；第一个进入另一个天体的引力影响的人类航天飞行任务                                                                                      | 美国国家航空宇航局（USA-NASA）           | 阿波罗8号                      |
| 1969年1月16日  | 首次太空对接并交换队员 | 苏联                                     | 联盟4号/联盟5号                |
| 1969年7月20日  | 首次人类登陸月球 | 美国国家航空宇航局（USA-NASA）           | 阿波罗11号                     |
| 1970年11月23日 | 首个月球车 | 苏联                                     | 月球车1号                      |
| 1970年12月12日 | 首次X射线空间观测 | 美国国家航空宇航局（USA-NASA）           | 乌呼鲁卫星                     |
| 1970年12月15日 | 首次金星软着陆，并发回信息 | 苏联                                     | 金星7號                        |
| 1971年4月23日  | 首个空间站 | 苏联                                     | 礼炮1号                        |
| 1971年6月      | 首个太空望远镜 | 苏联                                     | Orion 1                        |
| 1971年11月14日 | 首次绕火星飞行 | 美国国家航空宇航局（USA-NASA）           | 水手9號                        |
| 1971年11月27日 | 首次火星硬着陆 | 苏联                                     | 火星2号                        |
| 1971年12月2日  | 首次火星软着陆，并发回信息 | 苏联                                     | 火星3号                        |
| 1972年3月3日   | 首次掠过太阳的人造探测器 | 美国国家航空宇航局（USA-NASA）           | 先驱者10號                     |
| 1972年7月15日  | 首次进入小行星代并离开太阳系核心区域的人造物体 | 美国国家航空宇航局（USA-NASA）           | 先驱者10號                     |
| 1973年12月3日  | 首次飞越木星（距木星130,000 公里） | 美国国家航空宇航局（USA-NASA）           | 先驱者10號                     |
| 1974年2月5日   | 飞越金星（距金星5,768公里） | 美国国家航空宇航局（USA-NASA）           | 水手10號                       |
| 1974年3月29日  | 首次飞越水星（距水星703公里） | 美国国家航空宇航局（USA-NASA）           | 水手10號                       |
| 1975年7月17日  | 首次美国苏联对接任务 | 苏联美国国家航空宇航局（USA-NASA）       | 阿波羅-聯盟測試計劃            |

1在发射前，改计划领导者直接从美国海军研究实验所（NRL）调转到美国国家航空宇航局（USA-NASA）.

2 1962年8月12日，苏联尝试过一次对接。但是东方3号和东方4号只能达到对方的5公里之内，在不同的轨道平面操作。苏联真理报没有报道，但是简要做了说明。